# John Hilton
John Kenneth Hilton (Long Beach, California, Estados Unidos, 15 de junio de 2001), conocido ocasionalmente como Xuxuh Hilton, es un futbolista estadounidense que juega como defensa en el F. C. Dordrecht de la Eerste Divisie.

## Trayectoria
Habiendo comenzado su carrera con Chivas USA, se trasladó a los Países Bajos en 2015 para unirse al gigante neerlandés Ajax de Ámsterdam. Sin embargo, después de que su fichaje fuera investigado por la FIFA, se le dijo que regresara a Estados Unidos, lo que hizo en 2016, fichando por el LA Galaxy.

## Selección nacional
Nació en Estados Unidos de padre estadounidense y madre brasileña. Es internacional juvenil por Estados Unidos, habiendo representado a la selección sub-16 de ese país.

## Estadísticas

### Clubes
Actualizado al último partido disputado el 1 de noviembre de 2024.
| Club                           | Div.          | Temporada     | Liga  | Liga  | Copas nacionales | Copas nacionales | Copas internacionales | Copas internacionales | Total | Total |
| Club                           | Div.          | Temporada     | Part. | Goles | Part.            | Goles            | Part.                 | Goles                 | Part. | Goles |
| ------------------------------ | ------------- | ------------- | ----- | ----- | ---------------- | ---------------- | --------------------- | --------------------- | ----- | ----- |
| F. C. Volendam · Países Bajos  | 2.ª           | 2021-22       | 9     | 0     | 0                | 0                | —                     | —                     | 9     | 0     |
| F. C. Volendam · Países Bajos  | Total club    | Total club    | 9     | 0     | 0                | 0                | 0                     | 0                     | 9     | 0     |
| Koninklijke HFC · Países Bajos | 3.ª           | 2022-23       | 32    | 1     | 1                | 0                | —                     | —                     | 33    | 1     |
| Koninklijke HFC · Países Bajos | Total club    | Total club    | 32    | 1     | 1                | 0                | 0                     | 0                     | 33    | 1     |
| F. C. Dordrecht · Países Bajos | 2.ª           | 2023-24       | 36    | 1     | 2                | 0                | —                     | —                     | 38    | 1     |
| F. C. Dordrecht · Países Bajos | 2.ª           | 2024-25       | 9     | 0     | 1                | 0                | —                     | —                     | 10    | 0     |
| F. C. Dordrecht · Países Bajos | Total club    | Total club    | 45    | 1     | 3                | 0                | 0                     | 0                     | 48    | 1     |
| Total carrera                  | Total carrera | Total carrera | 86    | 2     | 4                | 0                | 0                     | 0                     | 90    | 2     |